# شوالیه‌های گاتهام (مجموعه تلویزیونی)
شوالیه‌های گاتهام (به انگلیسی: Gotham Knights) مجموعه تلویزیونی ابرقهرمانی آمریکایی است که توسط جیمز استوتراکس، ناتالی آبرامز و چاد فایواش برای سی‌دابلیو ساخته شده‌است. این سریال بر روی اعضای خانواده بتمن و دیگر شخصیت‌های مکمل دی‌سی کامیکس متمرکز است و قرار است در سال ۲۰۲۳ به نمایش درآید و پس از یک فصل کنسل شد.

## طرح داستان
پس از مرگ بروس وین، پسر خوانده‌اش ترنر هیز با فرزندان دشمنان بتمن اتحاد بعیدی را به وجود می‌آورد که همگی متهم به قتل می‌شوند و سعی دارند نام خود را پاک کنند.

## بازیگران
- اسکار مورگان در نقش ترنر هیز، پسر خوانده بروس وین
- ناویا رابینسون در نقش کری کلی
- فالون اسمیت در نقش هارپر رو
- تایلر دی کیارا در نقش کالن رو، برادر هارپر
- اولیویا رز کیگان در نقش دوئلا دنت، دختر جوکر
- آنا لور در نقش استفانی براون، دختر کلومستر
- راهارت آدامز در نقش برودی
- میشا کالینز در نقش هاروی دنت

## تولید

### توسعه
در دسامبر ۲۰۲۱ گزارش شد که اقتباس سریال تلویزیونی در سی‌دابلیو در حال توسعه است. این سریال در حال حاضر توسط ناتالی آبرامز، جیمز استوتراکس، و چاد فایواش نوشته می‌شود، که همگی به‌عنوان تهیه‌کننده اجرایی با گرگ برلانتی، سارا شچتر و دیوید مدن از طریق برلانتی پروداکشنز همکاری می‌کنند. یک بازی ویدیویی با همین عنوان نیز در گاتهام پس از بروس وین اتفاق می‌افتد و همچنین «دادگاه جغدها» را به عنوان آنتاگونیست‌ها نشان می‌دهد، اما پروژه‌ها به هم مرتبط نیستند. سی‌دابلیو در فوریه ۲۰۲۲ یک قسمت آزمایشی را برای ارزیابی سفارش داد، و سپس در مه ۲۰۲۲ سریال شوالیه‌های گاتهام را انتخاب کرد.

### انتخاب بازیگران
در مارس ۲۰۲۲، اسکار مورگان، فالون اسمیت، تایلر دی چیارا، اولیویا رز کیگان و ناویا رابینسون کمی بعد برای نقشهای خود در پایلوت انتخاب شدند، و میشا کالینز فاش کرد که نقش هاروی دنت را به تصویر خواهد کشید. آنا لور نیز با ایفای نقش استفانی براون به بازیگران پیوست. در ماه آوریل، راهارت آدامز برای نقش برودی انتخاب شد.

### فیلمبرداری
فیلمبرداری قسمت آزمایشی در آوریل ۲۰۲۲ در سراسر خیابان‌های تورنتو آغاز شد. فیلمبرداری بقیه فصل در ۱۳ سپتامبر ۲۰۲۲ آغاز شد.

### بازاریابی
اولین تریلر در ۳۱ می ۲۰۲۲ منتشر شد که اکثراً پاسخ منفی داشت.

## انتشار
مجموعه تلویزیونی شوالیه‌های گاتهام قرار است برای نخستین بار در سال ۲۰۲۳ نمایش داده شد و پس از یک فصل توسط cw کنسل شد.